# Giovanni Domenico Spinola
Giovanni Domenico Spinola (Genova, 1579 – Mazara del Vallo, 11 agosto 1646) è stato un cardinale e arcivescovo italiano.

## Biografia
Appartenente alla storica famiglia degli Spinola di Genova studiò diritto all’Università di Bologna di cui divenne anche Rettore. Abbandonò però presto l’attività  forense e la docenza per dedicarsi alla carriera ecclesiastica divenendo prima questore del Tesoro pontificio per nomina da parte di Papa Paolo V e successivamente, il 19 gennaio 1626, venendo creato cardinale con il titolo di Santa Cecilia da papa Papa Urbano VIII. Inoltre il re Filippo IV lo propose al pontefice prima come arcivescovo di Acirenza e Matera e poi di Luni e Sarzana.  Nel 1636 venne nominato vescovo di Mazara insediandosi però solo il 25 giugno 1637. 
A Mazara fu molto attivo visitando tutta la diocesi per due volte e celebrando anche un sinodo nella cattedrale della città. Si occupò anche di ristrutturare la stessa cattedrale rifacendo il pavimento ed imbiancando le pareti e facendo costruire una ampia sala destinata al clero. Inoltre fece restaurare un edificio noto come Casale Bizir che era stato donato alla diocesi dal conte Ruggero I di Sicilia. Sotto di lui si arricchì molto il tesoro della cattedrale soprattutto con una teca d’argento  che custodirebbe una spina di Cristo. Ristrutturò anche il palazzo vescovile.
Infine si occupò anche della economia del territorio favorendo l’impianto di molti vitigni.
Nel 1644 come cardinale elettore partecipò alla elezione di papa  Innocenzo X.
Morì a Mazara l’11 agosto 1646 e venne sepolto nella cappella di Maria SS del Soccorso.

## Stemma
Partito, nel 1° d’oro, con fascia scaccheggiata di rosso e d’argento, sormontata da una spina di botte di rosso, nel 2° d’argento con tre fasce d’oro  attraversanti sul diviso.

## Genealogia episcopale e successione apostolica
La genealogia episcopale è:
- Cardinale Scipione Rebiba
- Cardinale Giulio Antonio Santori
- Cardinale Girolamo Bernerio, O.P.
- Cardinale Michele Bonelli, O.P.
- Vescovo Marcello Crescenzi
- Patriarca Domenico de' Marini
- Cardinale Giovanni Domenico Spinola

La successione apostolica è:
- Cardinale Ottaviano Raggi (1643)
- Vescovo Agostino Donghi, C.R. (1644)
- Vescovo Francesco Fossati, O.S.B.Oliv. (1644)